# 时钧
时钧（1912年—2005年），曾用名时化霖，男，江苏常熟人，中国化学工程学家，教育家。

## 生平
1912年出生于江苏省常熟县, 1930年考入清华大学化学系。1934年大学毕业赴美国缅因大学深造，1936年又赴麻省理工学院专攻化学工程。
1938年回国来到汉口（今武汉市），被国民政府军政部聘为化学兵队任教官。日本侵华战争爆发后，1939年时钧逃到四川重庆，先后在中央工专、中央大学、重庆大学等高等院校任教，同时担任麻省理工学院重庆校友会理事。 
2005年在南京逝世。